# Dimitri Bystroletov
Dimitri Alexandrovitch Bystroletov (en russe : Дмитрий Александрович Быстролётов), né le 3 janvier 1901 à Aïbora, en Crimée (Empire russe), et mort le 3 mai 1975 à Moscou (Union soviétique), est un espion soviétique.

## Biographie
Bystroletov émigre avec sa famille lorsque le sud de l'ancien Empire russe est pris par l'Armée rouge en 1919. Il devient étudiant à l'université de Prague. C'est en 1924 qu'il est approché par la Guépéou pour surveiller les émigrés russes de Prague. Il est engagé en tant qu'économiste à l'ambassade soviétique à Prague en 1925. Il fait partie des délégations qui partent pour Moscou en avril 1925 à la première réunion internationale des étudiants. On l'avait prévenu que des personnages importants entreraient en contact avec lui. Il ne s'agit rien de moins que du directeur des renseignements, Arthur Artouzov (1891-1937), qui le convainc de devenir agent clandestin. Plutôt bel homme, il séduit en 1927 une secrétaire à l'ambassade de France à Prague qui lui fournit des documents et il réussit en 1928 à percer le chiffre du ministère français des Affaires étrangères.
Il est envoyé en mission en Allemagne, en 1930. Il parvient à entrer en contact avec Arno, nom de code d'un fonctionnaire au Foreign Office qui s'occupait du chiffrement. En trois ans de collaboration avec lui, Bystroletov parvient à percer les chiffres et les codes britanniques, à prendre connaissance des télégrammes hebdomadaires et des notes concernant la diplomatie de la Grande-Bretagne, et d'autres documents secrets. Son travail est apprécié par ses supérieurs, si bien qu'il est décoré en 1932. Arno fut découvert en 1933 par les services du contre-espionnage anglais, et mourut mystérieusement ensuite.
Bystroletov, dont le nom de code est Andreï, reçoit l'ordre de percer d'autres codes, en particulier le code Maga et de former un nouveau groupe. Il se met en contact avec un négociant hollandais dont le nom de code est Cooper. Le code Maga est percé en 1934. Grâce à cela, il réussit à transférer un grand nombre de documents. Moscou est conscient du danger auquel s'exposait Bystroletov qui risquait d'être liquidé par les Britanniques. Ainsi de 1930 à 1936, Bystroletov réussit à percer le chiffre du ministère des Affaires étrangères d'Allemagne, et établir des contacts avec un membre français du Deuxième bureau de l'état-major. Celui-ci lui fournit au fil du temps les chiffres des Italiens et des Turcs, et des documents secrets du début de la période hitlérienne.
Bystroletov accède au rang de tchékiste d'Honneur, ce qui est rare pour un agent-résident en second. Son courage et sa discipline sont cités en exemple. Il lui est donné l'ordre de s'établir en URSS en 1937, à l'époque des Grandes Purges. L'arrivée de Béria bouleverse l'organisation interne. Des dizaines d'espions sont exécutés. Bystroletov est lui-même arrêté et condamné à seize ans d'emprisonnement. Il passe dans divers camps du Goulag. Libéré après la mort de Staline, il est réhabilité en 1954. Il travaille alors au département médical du ministère de l'Information, en qualité de consultant scientifique.
Il meurt à Moscou le 3 mai 1975. Il est enterré au cimetière Khovanskoïe.
Bystroletov est l'auteur d'un dizaine d'ouvrages. Il parlait une douzaine de langues étrangères et peignait.